# Thurston Clarke
Thurston Clarke (11. března 1946 New York) je americký historik, spisovatel a novinář.

## Vzdělání a kariéra
Vystudoval Yaleovu univerzitu, Kolumbijskou univerzitu a School of Oriental and African Studies.
Je autorem třinácti knih, z nichž nejnovější je Honorable Exit: How a Few Brave Americans Risked All to Save Our Vietnamese Allies at the End of the War.
Je častým řečníkem na témata jako psaní, moderní historie a cestování a vystupuje v dokumentárních filmech.

## Vyznamenání a ocenění
Je držitelem Guggenheimova stipendia. Obdržel také Lowell Thomas Award za dobrodružnou literaturu.

## Osobní život
Žije se svou ženou a třemi dcerami na severu státu New York. Jeho dcera Sophie Clarke se stala vítězkou 23. řady populární televizní reality show Survivor: South Pacific.
Je zetěm bývalého britského velvyslance Juliana Bullarda.

## Díla